# Or Chadasch (Zürich)
Or Chadasch (hebräisch אוֹר חָדָשׁ, wörtlich: «Neues Licht») ist eine jüdische liberale Gemeinde in der Schweizer Stadt Zürich.

## Geschichte
Die Gemeinde wurde 1978 gegründet und ist im Kanton Zürich seit 2007 staatlich anerkannt.
Erster Rabbiner der Gemeinde war der 1902 in Schwerte geborene Werner van der Zyl, der 1984 auf Mallorca starb und in London beigesetzt wurde. Von 1996 bis 2006 amtierte Tovia Ben-Chorin als Rabbiner von Or Chadasch. Sein Nachfolger und derzeitiger Rabbiner der Gemeinde ist seit 2007 der aus den Niederlanden stammende Ruven Bar Ephraim.
Präsident von Or Chadasch im Jahr 2023 war David Feder.
Der Friedhof Or Chadasch wurde 1982 als Waldfriedhof angelegt. Er ist im Privatbesitz der Gemeinde.